# Hemagglutinine

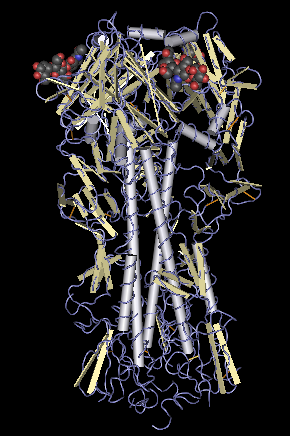
Hemagglutinin, in een vereenvoudigd moleculair model.

Hemagglutinine is een oppervlakte-eiwit dat deel uitmaakt van influenzavirussen. Door deze oppervlakte-eiwitten kan het virus zich vasthechten aan het weefsel van de gastheer en deze ook weer verlaten. Er zijn allerlei varianten, deze worden met nummers onderscheiden. Het vogelgriepvirus, dat in 2005 in Azië de kop op stak, heeft de codering H5N1. Dit wil zeggen dat dit virus hemagglutinine nummer 5 en neuraminidase nummer 1 heeft. Neuraminidase is eveneens een oppervlakte-eiwit. Er bestaan minimaal 16 verschillende vormen van hemagglutinine.

## Subtypen

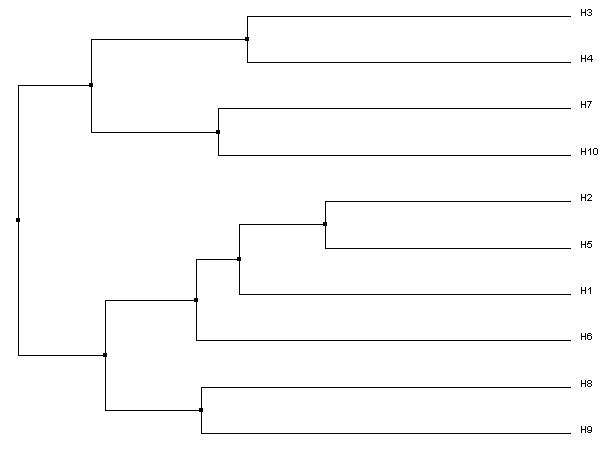
Filogenetische boom Hemaglutinines

Er zijn 16 subtypen hemagglutinine bekend, waarvan de 16e pas recent is ontdekt bij meeuwen in Zweden en Noorwegen. 
De eerste drie - H1, H2 en H3 - komen voor in influenzavirussen die de mens kunnen infecteren. Voor H5 geldt, dat van dit subtype nog niet bekend is of het de mens kan infecteren, maar er zijn wel aanwijzingen voor. In enkele, met H5N1 besmette mensen is een verandering in de aminozuurmantel aangetroffen die menselijke besmetting mogelijk zou kunnen maken (Gambaryan 2005, Suzuki 2005). Deze verandering is een vorm van antigene drift.

## Functies en mechanisme
Hemagglutinine (HA) heeft twee primaire functies:
1. Herkenning van het doel; cellen van gewervelde dieren;
2. De injectie van het virale genoom in de doelcellen door een samensmelting van de endosomale membranen te veroorzaken (White 1997),

### Mechanisme
HA bindt zich aan een tot op heden onbekende glycoproteïne op het membraan van de doelwitcellen. Dit zorgt ervoor dat het virus  aan het membraan plakt. Het membraan sluit zich dan om het virus heen, zodat het virus zich binnen de celmembraan bevindt (endocytose). Het virus en de doelwitcel zijn dan nog slechts van elkaar gescheiden door een membraan (dit noemt men een 'endosoom'). De doelwitcel zal dan proberen het virus 'op te eten' door zijn pH waarden te verzuren (lyosoom). Echter, zodra de pH binnen de endosoom onder de 6.0 zakt, wordt het HA molecuul instabiel en begint het zich gedeeltelijk te ontvouwen. Dit zorgt ervoor dat een hoog hydrofoob gedeelte van de peptideketen, dat eerst binnen in het molecuul verborgen zat, vrijkomt. Deze zogenaamde "fusie-peptide" functioneert als een soort enterhaak dat zich in het membraan van de doelwitcel haakt. Dan, als de rest van het HA-molecuul zich in zijn nieuwe vorm vouwt (de nieuwe vorm is stabieler op de lagere pH waarde), trekt het de 'enterhaak' terug waardoor het de celmembraan tegen het virusmembraan aantrekt. Hierdoor fuseren deze twee, waardoor het virus, inclusief zijn RNA-genoom, in het cytoplasma van de doelwitcel kan stromen.
(Zie ook: PDB molecule of the month: Hemagglutinin (April 2006))

## Naam
De stof hemagglutinine is zo genoemd omdat het rode bloedcellen (bloed is haima (Grieks)) kan doen klonteren (agglutineren of aggregeren).